# Lung Chien
Chien Lung (劍龍S; 1916 – Taipei, 28 maggio 1975) è stato un regista e attore hongkonghese.

## Biografia
Nato nel 1916, Lung Chien ha esplorato temi comuni nel cinema hongkonghese come le arti marziali o la violenza nella vita di tutti i giorni. Ha girato oltre trenta film come regista ed è stato protagonista in altrettanti film come attore.
È morto a Taipei nel 1975.

## Filmografia

### Regista
- Lo Yang Bridge (1975)

- Colpo fatale (1974)

- Gold Snatchers (1973)

- Kung Fu Powerhouse (1973)

- Tayang: il terrore della Cina (1973)

- Triangolo Giallo (1973)

- Blood of the Leopard (1972)

- Cina violenza e furore (1972)

- La regina del karate (1972)̽

- Extreme Enemy (1971)

- Struggle Karate (1971)

- Ghost Lamp (1971)

- Hong Kong lasciapassare per un massacro (1970)

- Kung-fu urlo di morte (1970)

- Golden Sword and the Blind Swordswoman (1970)

- The Ringing Sword (1969)

- Knight of the Sword (1969)

- Flying Over Grass (1969)

- Dragon Tiger Sword (1968)

- Dragon Inn (1967)

- Queen of Female Spies (1967)

- The Wandering Knight (1966)

- Malaysian Tiger (1966)

### Attore
- 1956: Yun He Xun Qing Ji

- 1957: Wanhua Skeleton Incident

- 1957: Murder at Room 7, Keelung City

- 1957: Mei Ting En Chou Chi

- 1962: Five Difficult Traps

- 1963: Father Tiring Child

- 1964: Ba Mao Chuan

- 1965: Three Beautiful Blind Female Spies

- 1971: Darkest Sword

- 1973: Wang Yu, King of Boxers

- 1976: Calamity